# Bram van Battum
Pour les articles homonymes, voir van Battum.
Bram van Battum né le 6 août 2001, est un joueur néerlandais de hockey sur gazon. Il évolue au poste de défenseur au SV Kampong et avec l'équipe nationale néerlandaise.

## Carrière
Il a fait ses débuts en équipe première le 1er juin 2022 à Nimègue contre l'Argentine lors de la Ligue professionnelle 2021-2022.

## Palmarès
- : 1er à la Ligue professionnelle 2021-2022.
- : 3e à l'Euro U21 en 2019.